# Кафтан (український)
Український кафтан (каптан) — український різновид каптана, чоловічий нижній одяг, який носили під верхнім одягом, кунтушем або черкескою в козацьку добу.
Кафтани були крою такого самого, як і підрясники в духовних осіб або як підкаптання, пола при цьому значно заходила на полу.
Вдома або між приятелями чоловіки могли бути одягненими лише в кафтани. Защіпались кафтани зверху на гаплик, ґудзик або бляшку. В заможних ці застіжки були з золота, перлів або алмазів. Військові мали каптани довжиною не нижче коліна, для зручності при верховій їзді та військовій службі.
Військові носили кафтани лише суконні і короткі. Козаки носили лише червоного кольору, пізніше — білого, як і широкі штани. По каптані козаки одягали синю черкеску з червоними обшлагами. Жолдаки, пушкарі, артилеристи — жовтого кольору. Запорожці, після того як відокремились від України носили різного кольору.
Державні чиновники та приватні особи носили кафтани різних барв та з різних тканин. В заможних кафтани могли бути і з парчі. При виборі кафтанів використовували контрастні до верхнього одягу кольори: фіалкове верхнє вбрання і зелене нижнє (кафтан), або червоний верх і білий низ або навпаки. Кафтан міг бути парчевий, а черкеска оксамитова або атласна.
Компанійці, які складали особисте військо гетьмана носили червоні кафтани і до них зелені черкески з червоними обшлагами.
Якщо зверху одівали кунтуш, то пояс пов'язували по кафтану, а якщо черкеску, то по черкесці.
«Пошили сині всім жупани,
На спід же білії каптани,
Щоб був козак, а не мугир.»
Іван Котляревський «Енеїда»

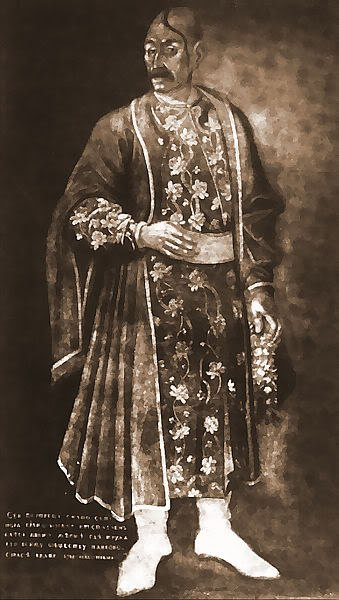
Компанієць Іван Шиян в кафтані та черкесці.
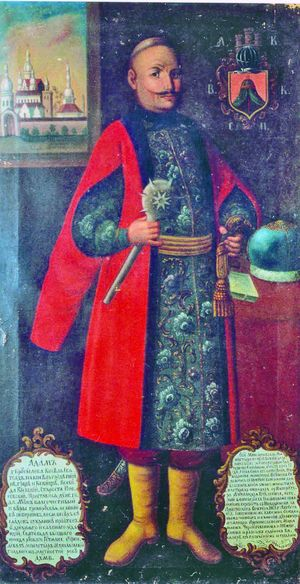
Адам Кисіль (1600-1663)
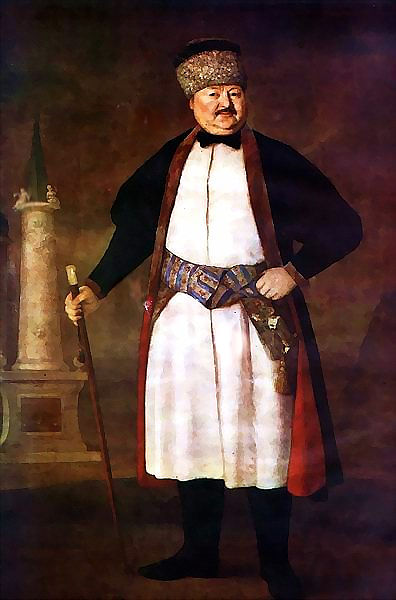
Полковник Павло Руденко. 1778